# Тит Тарквіній
Тит Тарквіній (лат. Titus Tarquinius) — старший син останнього римського царя Тарквінія Гордого та Туллії Молодшої.
Під час правління свого батька Тит разом зі своїм братом Аррунтом і Луцієм Брутом входив до складу посольства до Дельфійського оракула, в під час якого брати намагалися вирішити, хто з них стане спадкоємцем трону.
У 509 до н. е., після повалення в Римі монархії, відправився у вигнання в Цере з батьком і Аррунтом.
У 496 до н. е. разом зі своїм батьком і латинами воював з римлянами в битві у Регільского озера. Під час бою Марк Валерій Волуз, який був консулом в 505 до н. е., побачивши Тита, спробував його убити, однак загинув від рук його людей.